# Louis-Do de Lencquesaing
Louis-Dominique de Lencquesaing (25 de diciembre de 1963) es un actor y director de cine francés. Su hija, Alice de Lencquesaing, es también actriz.

## Filmografía

### Como actor
- Les dernières heures du millénaire (1990, cortometraje)
- Madame Bovary (1991)
- La vie des morts (1991)
- Le sommeil d'Adrien (1991, cortometraje)
- De l'histoire ancienne (1991, cortometraje)
- The Sentinel (1992)
- Mensonge (1993)
- Hélas pour moi (1993)
- Ainsi Soient-Elles (1995)
- Encore (1996)
- For Sale (1998)
- Alissa (1998)
- Mécréant (1998, cortometraje)
- Les infortunes de la beauté (1999)
- Marée haute (1999, cortometraje)
- Sentimental Destinies (2000)
- Anywhere Out of the World (2000, cortometraje)
- A Private Affair (2002)
- Le loup de la côte Ouest (2002)
- La vie promise (2002)
- La bête du Gévaudan (2003, TV)
- Petites coupures (2003)
- Les corps impatients (2003)
- Louis la brocante (2003, TV)
- L'empreinte (2004)
- Avocats & associés (2004, TV)
- Face à l'amour (2005, cortometraje)
- Les invisibles (2005)
- Caché (2005)
- Au suivant! (2005)
- Un couple parfait (2005)
- Vénus & Apollon (2005, TV)
- Gaspard le bandit (2006, TV)
- La jungle (2006)
- L'intouchable (2006)
- La loi de la forêt (2006)
- Le créneau (2007, cortometraje)
- Le sang noir (2007, TV)
- Dans l'ombre du maître (2007, TV)
- Opération Turquoise (2007, TV)
- Animal singulier (2008, cortometraje)
- A Day at the Museum (2008)
- À l’est de moi (2008)
- L'école du pouvoir (2009, TV)
- Clara, une passion française (2009, TV)
- Father of My Children (2009)
- La femme invisible (d'après une histoire vraie) (2009)
- How to Seduce Difficult Women (2009)
- Services sacrés (2009, TV)
- Le mariage à trois (2010)
- La peau de chagrin (2010, TV)
- Un soupçon d'innocence (2010, TV)
- Même pas en rêve (2010, cortometraje)
- Empreintes criminelles (2011, TV)
- Polisse (2011)
- The Silence of Joan (2011)
- House of Tolerance (2011)
- My Little Princess (2011)
- The Art of Love (2011)
- A Happy Event (2011)
- Elles (2011)
- Paris Manhattan (2012)
- In a Rush (2012)
- Les coquillettes (2012)
- Superstar (2012)
- It Boy]] (2013)
- Alias Caracalla, au coeur de la Résistance (2013, TV)
- Kaboul Kitchen (2014, TV)
- Des lendemains qui chantent (2014)
- Get Well Soon (2014)
- The Price of Fame (2014)
- Valentin Valentin (2014)
- Spiral (2014-2020, TV)
- The Art Dealer (2015)
- Taj Mahal  (2015)
- Francofonia (2015)
- Looking for Her (2015)
- Orage (2015)
- Blind Sun (2015)
- Marseille (2016)
- The Dancer (2016)
- Brice 3 (2016)
- Ares (2016)
- Money (2017)
- L'Art du crime (2017, TV)
- Le lion est mort ce soir (2017)
- One Nation, One King (2018)
- L'amour est une fête (2018)
- À cause des filles..? (2019)
- Convoi exceptionnel (2019) as Arthur Combasse
- Ibiza (2019) as Michel
- La sainte famille (2019) as Jean
- The Things We Say, the Things We Do (2020)
- Lost Illusions (2021)

### Como director
- Mécréant (cortometraje, 1998)
- Première séance (cortometraje, 2006)
- Même pas en rêve (cortometraje, 2010)
- In a Rush (2012)
- Les 18 du 57, Boulevard de Strasbourg (cortometraje, 2014)
- La sainte famille (2019)